# Peter Joseph du Plat (Offizier)
Peter Joseph du Plat (* 26. Februar 1761 in Jork; † 19. März 1824 in Celle) war ein königlich hannoverscher Generalleutnant.

## Leben
Er entstammte dem französischen Adelsgeschlecht du Plat, dessen erster Vertreter in Deutschland Pierre Joseph du Plat (1657–1709) war, Stammvater der hannoverschen Linie. Nachkommen dieser deutschen Linie traten später in königlich dänische und britische Dienste. Plat war der älteste Sohn des hannoverschen Oberdeichgrafen Peter Joseph du Plat (1728–1782) und der Anna Dorothea Feind(t) (1738–1811) aus Jork. Seine Geschwister waren Ernst Friedrich (1767–1794), Johann Heinrich (1769–1852), königlich dänischer Generalmajor und Kartograf, und der königlich dänische Generalmajor Christian Claude (1770–1841) sowie Anna Dorothea Helena (1773–1845) und Bernhardine Antoinette du Plat (1774–??).
Plat war Teil der Hannoverschen Regimente, die im Dienste der britischen East India Company an den Mysore-Kriegen beteiligt waren.
Plat diente als kurhannoverscher Offizier in der Königlich Deutschen Legion unter dem Oberkommando des englischen Prinzen Adolph Friedrich, die während der gesamten Zeit der napoleonischen Besetzung der damaligen deutschen Staaten gegen die Franzosen gekämpft hat. Vom 18. September 1804 bis zum 24. September 1806 war er Oberst und Kommandeur des 8. Linien-Bataillons „Waterloo“. Am 25. Juli 1810 wurde er zum Generalmajor befördert.
Plat starb 1824 in Celle als pensionierter Generalleutnant.
Er heiratete 1800 Charlotte Eleonore Elisabeth von Bothmer (* 23. Juni 1774 auf Gut Bothmer; † 2. Mai 1842 in Celle), die aus erster Ehe mit Viktor Friedrich Adolf von der Wense († 1798) verwitwet war. Das Ehepaar hatte eine Tochter.